# تپه شاه اسماعیل ۲
تپه شاه اسماعیل ۲ مربوط به سدهٔ ۷ و ۸ ه.ق است و در شهرستان زابل، بخش میانکنگی، دهستان قرقری، ۸۰۰ متری جنوب غرب روستای علیخان زمان واقع شده و این اثر در تاریخ ۲۸ اسفند ۱۳۸۵ با شمارهٔ ثبت ۱۸۹۶۵ به‌عنوان یکی از آثار ملی ایران به ثبت رسیده است.